# Mercedes-Benz Citan
Mercedes-Benz Citan este un mini van / mini MPV introdus în 2012 de către Mercedes-Benz ca un înlocuitor pentru Vaneo.

## Prima generație (W415; 2012)
Dezvoltat în colaborare cu alianța Renault-Nissan, Mercedes Citan are componente comune cu Renault Kangoo Van este produs în aceeași uzină de asamblare din Franța, Maubeuge.
Citan este disponibil în trei tipuri de caroserie Furgon, Mixto și Combi. Varianta de caroserie Furgon este dipsonibil în 3 lungimi diferite: compact (3,94 m), lung (4,32 m) și extra-lung (4,71 m)
Citan are patru motorizări, trei diesel de 1,5 litri (108 CDI cu 75 CP, 109 CDI cu 90 CP, 111 CDI cu 110 CP) și unul de 1,2 litri supraalimentat pe benzină (Citan 112 cu 114 CP). Versiunea Citan 112 este echipată standard cu sistemul Mercedes BlueEFFICIENCY cu sistem start-stop cu un management integrat al bateriei și alternatorului. Pe variantele diesel este disponibil dotare opțională.
Mercedes Citan are dotările standard ESP, ABS, VDC (Vehicle Dynamic Control), TCS și ASR (Acceleration Skid Control).
Mercedes Citan a primit trei stele la testele de impact EuroNCAP. La testele EuroNcAP la cele patru capitole de testare a obținut: 74% la protecția pasagerilor adulți, 69% la protecția pasagerilor copii, 56% la protecția pietonilor și 33% la Sisteme de siguranță active. 
Citan a fost criticat că oferă protecție slabă pietonilor datorită barei de protecție din față și design-ul capotei.
Planșa de bord a fost considerat periculos care prezintă un risc potențial pentru genunchi și picioare, iar airbag-urile laterale nu a reușit să deschidă în mod corespunzător, lăsând un decalaj între stâlpul B și marginea ușii glisante.

## A doua generație (2021)
Daimler (acum Mercedes-Benz Group) a anunțat a doua generație de Citan în 2021. Se bazează în continuare pe Renault Kangoo, acum pe a treia generație a acestuia, lansată tot în 2021. A fost anunțată și o versiune electrică, precum și o variantă de pasageri numită Clasa T.